# DVD Flick
DVD Flick é uma aplicação open source de autoração de DVD para Windows desenvolvido por Dennis Meuwissen e liberado sob a licença GNU. O DVD Flick é capaz de importar faixas de áudio, arquivos de vídeo e legendas, compor um filme em DVD
e grava-los em uma mídia - ou criar uma imagem ISO para gravação posterior.
O site oficial afirma que o DVD Flick suporta 53 formatos de arquivos recipientes, 42
tipos diferentes de codecs de áudio e 72 tipos diferentes de codecs de vídeo, incluindo formatos Windows Media, RealMedia, QuickTime, AVI, FLV e vários formatos MPEG.
O DVD Flick é também capaz de importar quatro formatos de legenda, especificamente,
SubStation Alpha (.ssa/.ass), MicroDVD (.sub), SubRip (SRT) e SubView.
Embora o DVD Flick não apresente as capacidades de edição de vídeo, ele pode ler e interpretar scripts AviSynth e criar menus simples. DVD Flick usa FFmpeg para codificar
DVD de Vídeo.